# Lemniscata de Bernoulli

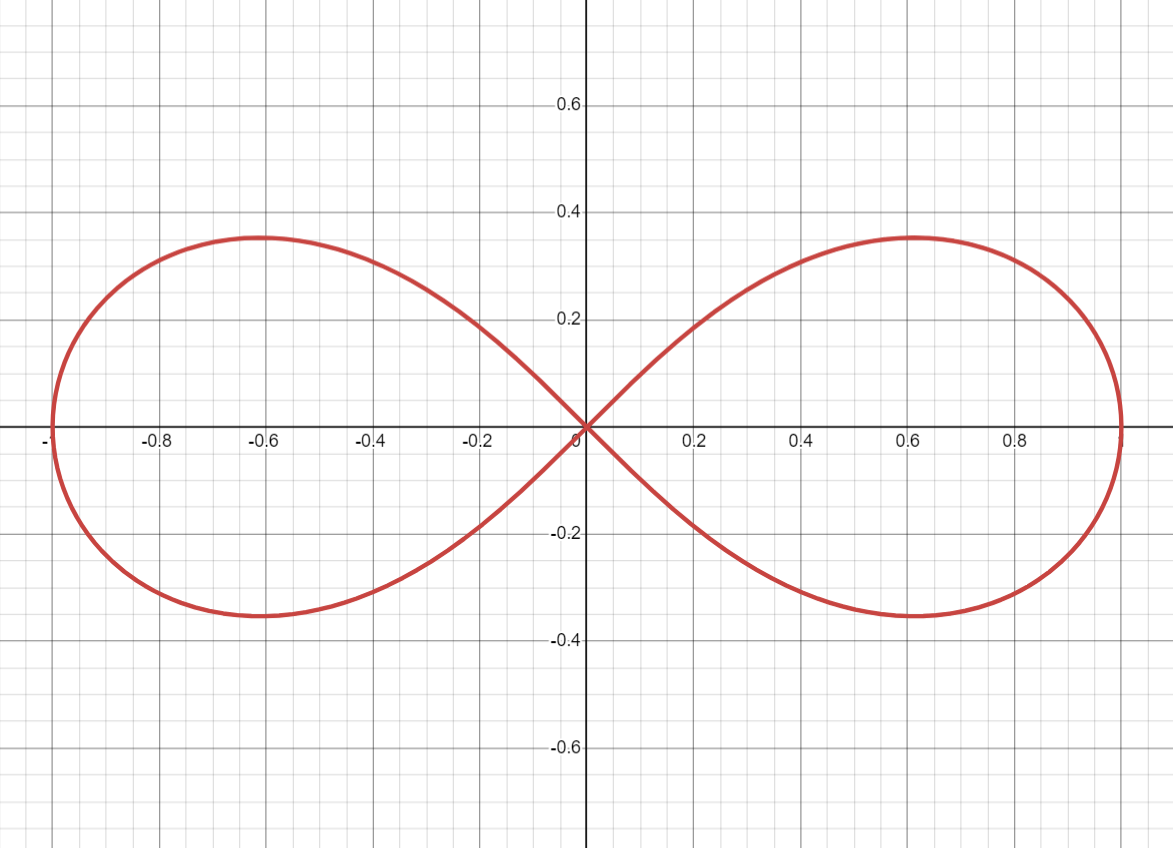
Lemniscata de Bernoulli

En matemàtiques, una lemniscata és un tipus de corba descrita per la següent equació en coordenades cartesianes: 
{\displaystyle (x^{2}+y^{2})^{2}=a^{2}(x^{2}-y^{2})\,}
La representació gràfica d'aquesta equació genera una corba similar a {\displaystyle \infty }. La corba s'ha convertit en el símbol de l'infinit i és molt utilitzat a matemàtiques. El símbol en si moltes vegades és anomenat lemniscata. La seva representació en Unicode és ∞ i el seu codi és (&#8734;).
El paràmetre {\displaystyle a^{2}} coincideix amb l'àrea inclosa en dins la corba.
La lemniscata va ser descrita per primer cop el 1694 per Jakob Bernoulli com la modificació d'una el·lipse, corba que es defineix com el lloc geomètric dels punts tals que la suma de les distàncies des de dos punts focals és una constant. En contraposició, una lemniscata és el lloc geomètric dels punts tals que el producte d'aquestes distàncies és constant. Bernoulli la va anomenar lemniscus, que en Llatí significa "cinta penjant". Els punts focals tenen coordenades {\displaystyle (-a,0)} i {\displaystyle (a,0)}.
La lemniscata es pot obtenir com la transformada inversa d'una hipèrbola, amb el cercle inversor centrat en el centre de la hipèrbola.

## Altres equacions
La lemniscata pot ser descrita mitjançant coordenades polars segons la següent equació:
{\displaystyle r^{2}=a^{2}\cos 2\phi \,}
Anàlogament, amb coordenades bipolars la seva equació és:
{\displaystyle rr'={\frac {a^{2}}{2}}}
Una parametrització possible de la Lemniscata és la següent:
{\displaystyle {\begin{aligned}\gamma :[0,2\pi ]&\longrightarrow \mathbf {R} ^{2}\\t&\longmapsto \gamma (t)=\left({\frac {\sin t}{1+\cos ^{2}t}},{\frac {\sin t\cdot \cos t}{1+\cos ^{2}t}}\right)\end{aligned}}}
Aquesta és la parametrització per {\displaystyle a=1} i no és per longitud d'arc.

## Paràmetre arc i funcions el·líptiques
La determinació del paràmetre arc de la lemniscata va dur a les integrals el·líptiques, que van ser descobertes durant el segle xviii. A la centúria de 1800, les funcions el·líptiques que intervenen en aquestes integrals van ser estudiades per Carl Friedrich Gauss (no van ser publicades fins molts anys després, però s'hi al·ludia a les notes de la seva obra Disquisitiones Arithmeticae). La base del reticle definit pels parells fonamentals de períodes (parells ordenats de nombres complexos) té una forma molt especial, essent proporcional als enters de Gauss. Per aquesta raó el conjunt de funcions el·líptiques amb el producte complex per l'arrel quadrada de menys u es denomina conjunt lemniscàtic.